# La Fille de Neptune
Pour les articles homonymes, voir Neptune's Daughter.
Pour plus de détails, voir Fiche technique et Distribution.
La Fille de Neptune (titre original : Neptune's Daughter) est un film américain en Technicolor réalisé par Edward Buzzell, sorti en 1949.

## Synopsis
Eve envoie sa sœur Betty rencontrer le capitaine d'une équipe de polo, pour affaires. Mais Betty se trompe et s'entretient avec le masseur de l'équipe qui se garde bien de rétablir la vérité. Celui-ci la courtise. Intriguée, Eve convoque le capitaine.

## Fiche technique
- Titre : La Fille de Neptune
- Titre original : Neptune's Daughter
- Réalisation : Edward Buzzell
- Scénario : Dorothy Kingsley
- Directeur musical : George E. Stoll
- Chansons : Toni Beaulieu, Hechavarria Rafael Cueto, Rafael Hernández, Esy Morales  et Bernardo Sancristóbal
- Chorégraphie : Jack Donohue
- Direction artistique : Edward C. Carfagno et Cedric Gibbons
- Costumes : Irene
- Photographie : Charles Rosher
- Montage : Cotton Warburton
- Producteur : Jack Cummings
- Société de production : Metro-Goldwyn-Mayer (MGM)
- Société de distribution : Loew's, Inc.
- Pays de production :  États-Unis
- Langue d'origine : anglais américain
- Format : couleur (Technicolor) — 35 mm — 1,37:1 — son : mono (Western Electric Sound System)
- Genre : comédie romantique, film musical
- Durée : 95 minutes
- Dates de sortie :
  - États-Unis : 9 juin 1949 (première à New York)
  - France : 11 mai 1951
- Affiche : Boris Grinsson (France)

## Distribution
- Esther Williams : Eve Barrett
- Red Skelton : Jack Spratt
- Ricardo Montalbán : José O'Rourke
- Betty Garrett :  	Betty Barret
- Keenan Wynn : Joe Backett
- Xavier Cugat et son orchestre
- Ted de Corsia : Lukie Luzette
- Mike Mazurki : Mac Mozolla
- Mel Blanc : Pancho
- George Kline Mann : Le petit cow-boy
- Frank Mitchell (actor) (en) : le grand cow-boy

Acteurs non crédités
- Theresa Harris : Matilda, la servante
- Richard Simmons : M. Magoo